# Beverly Shores
Beverly Shores – miasto w Stanach Zjednoczonych, w stanie Indiana, w hrabstwie Gibson.